# Ray Fisher (actor)
Ray Fisher (n. 8 de septiembre de 1987) es un actor estadounidense. Es más conocido por interpretar a Cyborg en las películas del Universo extendido de DC. En el escenario, interpretó a Muhammad Ali en la obra del 2013 de Will Power, Fetch Clay, Make Man.

## Primeros años
Fisher creció en Lawnside, Nueva Jersey, y asistió a la escuela secundaria Haddon Heights High School. Fue allí que se interesó en el teatro, gracias a su profesor de inglés. Participó en el teatro de su escuela, en el programa de coro y además tuvo un lugar en el coro de su iglesia. Un profesor de inglés lo introdujo a la actuación, y audicionó para un musical escolar en su segundo año.
Después de la secundaria, Fisher asistió a la American Musical and Dramatical Academy en Nueva York.

## Carrera
En 2008, Fisher trabajó en el Shakespeare Theatre de Nueva Jersey, en el programa "Shakespeare Live", que presenta representaciones teatrales profesionales en escuelas de toda el área metropolitana de Nueva York. Finalmente obtuvo el papel de Tom Robinson en la producción del teatro de Matar a un ruiseñor, que había leído por primera vez en la escuela secundaria. Sobre cómo se acercó al papel, dijo: "Traté de mostrar su compasión. Aquí hay un tipo que ha estado en la cárcel durante siete meses por un crimen que no cometió. Le han quitado todo. No puede alimentarse. su esposa. No puede alimentar a sus hijos. Sin embargo, no habla mal de nadie por lo que le ha sucedido. En parte es porque no puede. Pero creo que incluso cuando está solo, no tiene malos pensamientos sobre estos otras personas además de él lo siento por ellos. Eso es admirable. Es una cualidad que desearía poder decir que tengo. Sé que si esto sucediera hoy, tendría mucho que decir".
En 2009, Fisher actuó en la obra Macbeth de William Shakespeare en el Shakespeare Theatre de Nueva Jersey en Madison, Nueva Jersey en la Universidad Drew. Fisher ganó 20 libras de músculo para interpretar a Muhammad Ali en la producción Off-Broadway de 2013, Fetch Clay, Make Man en el New York Theatre Workshop en la ciudad de Nueva York pasando de 193 a 212 libras. Fisher dijo sobre su entrenamiento, "Ali nunca levantó pesas. Pero él tenía un cuerpo naturalmente más grande que yo, así que para poder alcanzar su tamaño tuve que levantar - press de banca, rizos, sentadillas, levantamiento de pantorrillas, para acostumbrarme a un nuevo cuerpo ".
Fisher tuvo un cameo como el superhéroe Victor Stone / Cyborg en la película de superhéroes Batman v Superman: Dawn of Justice de 2016. Repitió el papel en Justice League (2017). También tiene un contrato para aparecer como el personaje en otras películas, incluida su propia película en solitario Cyborg, la cual estaba pensada para estrenarse en 2020 pero, no se supo más del filme. Sobre ser elegido para el rol, Fisher afirmó "Yo no sabía hasta qué puntos la DC y Warner Brothers habían planeado llevar a mi personaje. Cuando firmé el contrato, yo sólo quería formar parte de este mundo. Pero acerca de esa información específica, me enteré en ese momento y lugar. No pensé que conseguiría una película independiente. Me tomo con tranquilidad mi carrera, así que no esperaba algo como esto mínimo hasta que tuviera 40 años. Es un gran honor, pero un poco de presión viene junto con él. Mi mente está simplemente aturdida en este momento". En 2020, Fisher acusó al director Joss Whedon de mala conducta mientras filmaba Liga de la Justicia. Si bien Warner Bros. acordó investigar el asunto, Fisher declaró que ya no estaba dispuesto a trabajar en DC Films con Walter Hamada, llamándolo "el tipo de facilitador más peligroso".
Fisher volvió a interpretar su papel de Cyborg en Zack Snyder's Justice League (2021). El 14 de enero de 2021, Fisher afirmó que había sido eliminado de la próxima película The Flash debido a sus acusaciones contra Whedon y Hamada.

## Filmografía

### Cine
| Año  | Título original                                   | Personaje                     | Ref.  |
| ---- | ------------------------------------------------- | ----------------------------- | ----- |
| 2008 | The Good, The Bad and The Confused (Cortometraje) | Patient                       | [ 9 ] |
| 2016 | Batman v Superman: Dawn of Justice                | Victor Stone / Cyborg (Cameo) |       |
| 2017 | Justice League                                    | Victor Stone / Cyborg         |       |
| 2021 | Zack Snyder's Justice League                      | Victor Stone / Cyborg         |       |
| 2023 | Rebel Moon - Part 1: A Child of Fire              | Darrian Bloodaxe              |       |
| 2024 | La lección de piano                               | Lymon                         |       |

### Televisión
| Año  | Título                   | Papel                 | Notas                                    |
| ---- | ------------------------ | --------------------- | ---------------------------------------- |
| 2015 | The Astronaut Wives Club | Capitán Edward Dwight | Episodio: «In the Blind»                 |
| 2019 | True Detective           | Feddy Burns           | Rol principal (temporada 3), 8 episodios |
| 2022 | Women of the Movement    | Gene Mobley           | En rodaje                                |

### Teatro
- Fetch Clay, Make Man (2013), como Muhammad Ali